# Novi Kozjak
Novi Kozjak (Serbo:Нови Козјак, Ungherese:Ferdinándfalva, Tedesco:Ferdinandsdorf) è un villaggio della Serbia situato nella municipalità di Alibunar, nel distretto del Banato Meridionale, nella provincia autonoma di Voivodina.

## Popolazione
Il villaggio è abitato prevalentemente dai Serbi e conta 768 abitanti (censimento del 2002).
- 1961: 1 428 abitanti
- 1971: 1 281 abitanti
- 1981: 1 170 abitanti
- 1991: 997 abitanti
- 2002: 768 abitanti